# Надгробие князя Константина Острожского

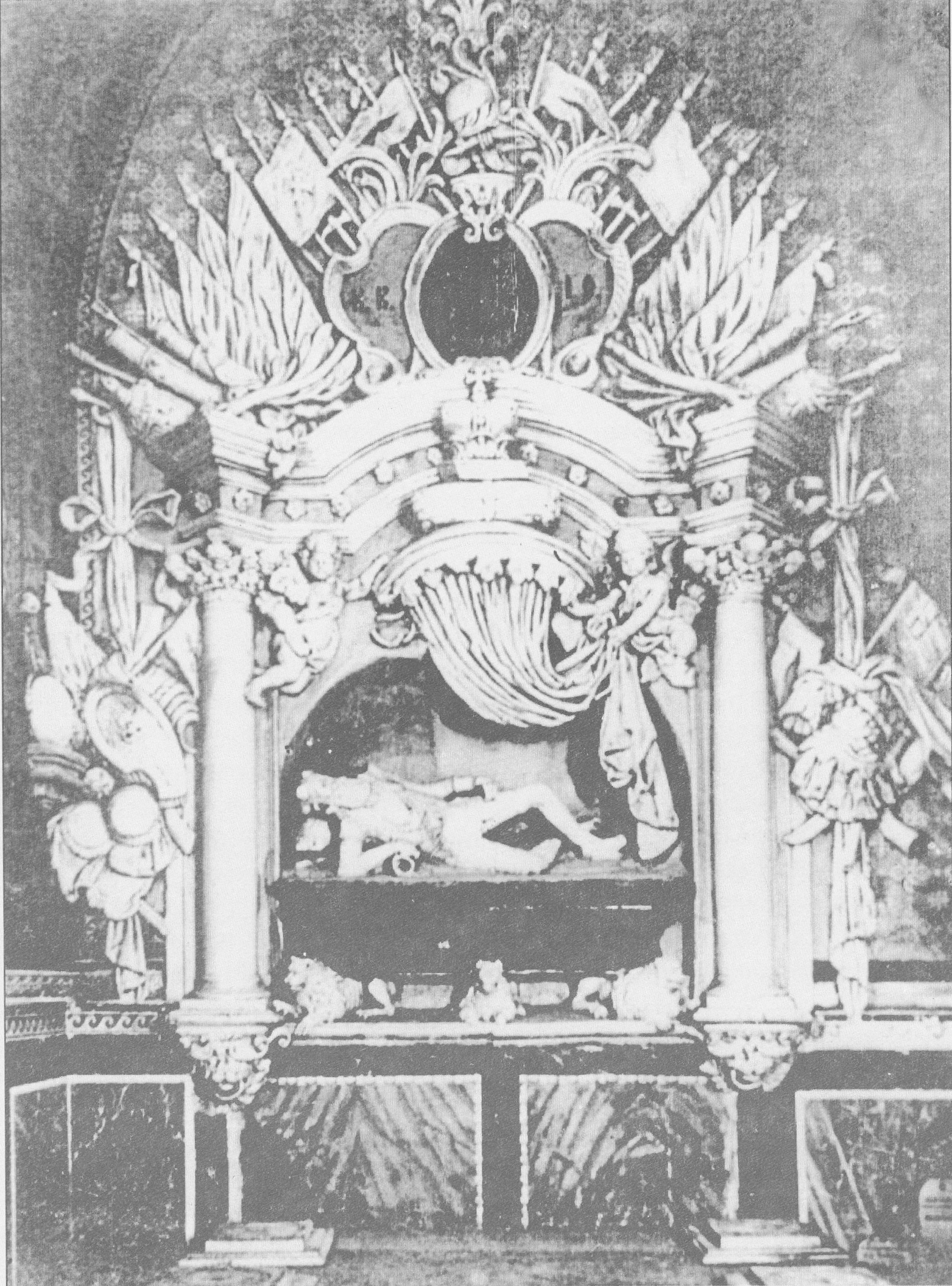
Надгробие князя Константина Острожского

Надгробие князя Константина Острожского в Успенском соборе Киево-Печерской лавры — редкостный образец украинской пластики, яркое выражение сарматской идеологии второй половины XVI века, выполненный в духе традиций и настроений итальянского Возрождения. Утрачен вместе с собором в 1941 году.

## История
Князь Константин Острожский был похоронен согласно завещанию женой Александрой Семеновной Слуцкой 24 сентября 1530 года в Успенском соборе Киево-Печерской лавры. До установки надгробия, в течение почти пятидесяти лет, гробница Константина Острожского была накрыта золототканой парчой с крестом из жемчуга.
Надгробие было установлено по заказу сына покойного князя, Василия-Константина Острожского. Предполагают, что его автором мог быть мастер львовской школы Себастьян Чесек (Чешек). Надгробие было установлено в Успенском соборе 7 августа 1579 года.
В результате пожара 1718 года монумент был существенно повреждён. Полностью утрачено декоративное убранство. Он был восстановлен в 1722—1729 годах артелью «алебастрового мастера» Иосифа Белинского. Однако новое барочное убранство не соответствовало ренессансному надгробию.
В 1825 году к надгробию была пристроена рака с балдахином для мощей всех преподобных печерских угодников. Такое отношение было вызвано, по современной оценке, «невежеством и ханжеством» киевского православного клира. В 1843 году академик живописи Фёдор Солнцев прямо настаивал на том, чтобы отодвинуть раку от стены, открыв вид на надгробие. Однако этой рекомендации не одобрил российский император Александр II. Фактически до уничтожения в 1941 году надгробие князя Константина Острожского оставалось недоступным рядовому глазу, за исключением нескольких дней 1899 года, когда в Киеве состоялся XI археологический съезд.
В 1830-е годы для Исторического музея в Москве была изготовлена неудачная копия надгробия, которая вернулась в Киев в 1860-е и сейчас хранится в хранилищах Национального Киево-Печерского историко-культурного заповедника.
26 ноября 1898 года во время ремонта собора на хорах у левого бокового алтаря во имя святителя Феодосия была открыта ниша с кладом — 4 сосуда и деревянная кадушка. Здесь же нашли золотую медаль с чётким портретным изображением князя Василия-Константина Острожского. 16 декабря 1899 года клад вывезен в Санкт-Петербург.
В конце 1890-х — начале 1900-х годов в киевской периодике развернулась бурная дискуссия по поводу целесообразности дальнейшего существования надгробия. Сторонники идеи ликвидации отрицали художественную ценность надгробия, бездоказательно утверждая, что оно было создано посредственными мастерами XVIII века.
В 1910 году скульптуру хотели перенести в музей военно-исторического общества, чего не произошло благодаря протестам общественности.
Примерно в то же время от статуи князя были отбиты скипетр и палец на одной из рук.
В 1931—1932 годах произведена реставрация надгробия. Установлено, что памятник трижды красили масляными красками — коричневой, белой и серой. Оригинал скульптуры был изготовлен из красного мрамора. Кроме того, памятник был разбит на куски и его дважды реставрировали. Первая реставрация была выполнена достаточно внимательно, с восстановлением утраченных частей красной окрашенной массой. Второй раз реставрация оказалась неудачной. Недостающие фрагменты воспроизведены известью с алебастром.
Надгробие было уничтожено 3 ноября 1941 года вместе со всем Успенским собором. В начале 1990-х во время реставрационных работ восстановлен подземный некрополь Успенского собора, потревожен прах Константина Острожского.
24 августа 2021 года в Успенском соборе Киево-Печерской лавры открыли восстановленный памятник Константину Острожскому. Надгробие вернули на то историческое место, где он находился с самого начала. Монумент был восстановлен ко Дню Независимости Украины, совместными усилиями Украины и Литвы.
Начат следующий этап — сложные реставрационные работы декораций самого зала.

## Описание
Самое раннее детальное описание надгробия князя Константина Острожского оставил Павел Алеппский — член посольства антиохийского патриарха Макария, который 26 июня 1654 года посетил Киево-Печерскую обитель.

«Во втором отделении нартекса, справа от присутствующих очень высокая, большая арка, которая заходит за архиерейское место, внутри она вся из мрамора с письменами; откосы с той и с другой стороны покрыты блестящим мрамором с резными украшениями (барельефами): на нём изображены люди, кони, битвы, колесницы и пушки тонкой чёткой работы, которая поражает удивлением умы. На половине этой арки присутствуют очертания продолговатого стола, на котором спит человек с бородой, в железных доспехах; она сделана из твердого красного камня, похожего на порфир, и ничем не отличается от полной человеческой фигуры. Она лежит на боку, оперевшись на локоть, подложив руку под голову; одно колено его возложено на второе; на голове позолоченная корона, на груди золоченые цепи. Эта работа поражает удивлением умы. Нам рассказывали, что он был царём над русскими, уверовал в Христа где-то 600 лет назад и выстроил эту церковь. Напротив него, с северной стороны, находится изображение сына его с длинной белой бородой.»
Кроме того, в своем описании Павел Алеппский упоминает, что напротив надгробия в церкви «с северной стороны находится изображение сына Василия-Константина Острожского с длинной белой бородой». Во время поновления собора в XIX веке портрет Василия-Константина Острожского был сбит вместе с штукатуркой, сохранились только фотографии, на которых лицо заретушировано.
В скульптуре князя воплощён классический ренессансный мотив, момент перехода ко сну, когда его легко спутать с пробуждением. В своем мотиве «законсервированного движения» и скульптурной пластике она перекликается с сарматским портретом. Таким образом, надгробие князя Константина Острожского можно считать ярким воплощением сарматизма.

«… портрет князя является портретом его рыцарского доспеха, — отмечает Олег Сидор-Габелинда, — со всеми замками, ремешками, полосами и заклепками, к которым автоматически присоединяются и цепи на груди, корона с бородой, и только потом — его имперсональное лицо, в котором при желании можно прочитать что угодно: tabula rasa — как раз для непредвзятых интерпретаций. Его пластика — это система плоскостей, которые вступили между собой в союз, чтобы притвориться объёму, и это им почти удалось.»

## Эпитафия

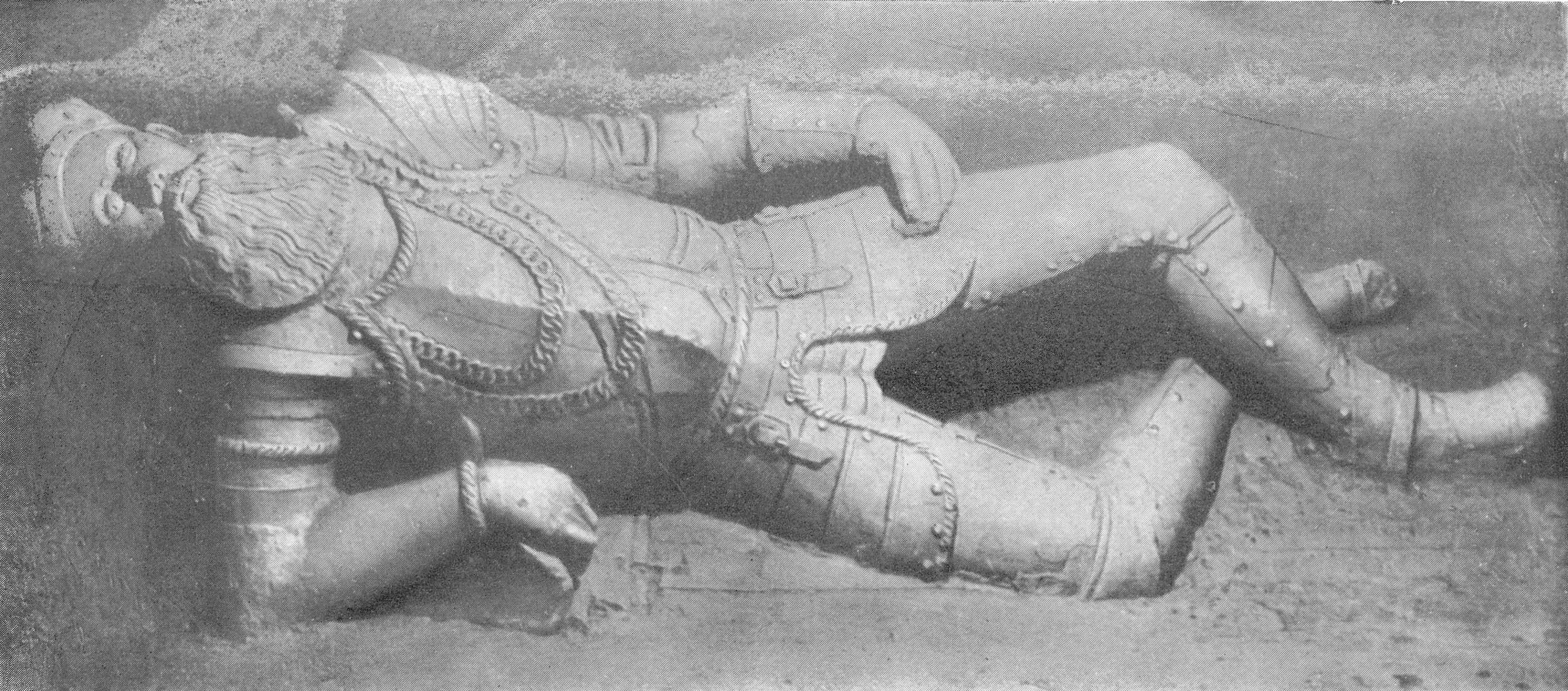
Статуя покойного князя, традиционная для надгробных памятников западной и центральной Европы

Источники содержат два варианта эпитафии, которая была помещена на надгробии. Самый ранний текст представлен в «Тератургима» Афанасия Кальнофойского (1638):

«Князь Константин Иванович Острожский воевода Троцкий, гетман Великого Княжества Литовского, после многих побед преодолен смертью, здесь похоронен 1533 года от Р. Х., имел 70 лет от рождения. Побед им одержано 63.
Одержав над Москвой и татарами шестьдесят три победы, кровью окрашены — Рось, Днепр, Ольшанка, убрал и основал много замков, много монастырей, много святых церквей, которые в княжестве Острожском и в столичном городе В. К. Литовского Вильне построил. Вторую Гефсиманию — Дом Пречистой Девы Печерской щедро одарил и в нём после смерти был положен. Для немощных приюты, для детей школы, для людей рыцарских в Академии Марсовой копья с саблями оставил. Напиши охотно: Сципиону русскому Константину Ивановичу кн. Острожскому, гетману В. К. Литовского — то всё надгробие.»''
Иной и более полный вариант помещён в одном из рукописных сборников Софийского собора в Киеве:

«Эпитафион.
Бог наш Троица Отец и Сын и Святой Дух, в единстве поклоняемый, им же живём и движемся и есть. Года от сотворения мира 7023, и от рождества Сына Божьего 1526. Встал перед смертью благоверный и христолюбивый, просвещённый и могучий князь Константин Иванович Острожский, славный во всей Руси, сын рода князей русских, воевода Троцкий, гетман Великого княжества Литовского, этот известный храбростью и преодолел и победил с помощью всесильного Бога супостатов королевства польского. Он с юных лет и до старости с верой служил, и немало великих битв выиграл, все 60, а больших Три: на Белой Церкви, у Орши, у Днепра, и Гольшаницы-реки. Ещё в заключении 7 лет долго сидел; затем от властителя отцом был назван. Эту жизнь окончил в 70 лет с великой жалобой и плачем людским. Здесь же погребено тело его в лавре преподобных отцов наших Антония и Феодосия Печерских. Гроб этот высечен сыном его благоверным князем Константином, в св. крещении Василием Острожским, воеводой киевским, маршалком земли Волынской, старостой Владимирским, и в память о нём установлен года 1579, месяца августа 7. Как предстал перед смертью, в этом году 1693 — Имел лет 167, а могиле лет 114, после смерти через лет 50 и три поставлена.»''

Надгробия шляхтичей-современников К. Острожского
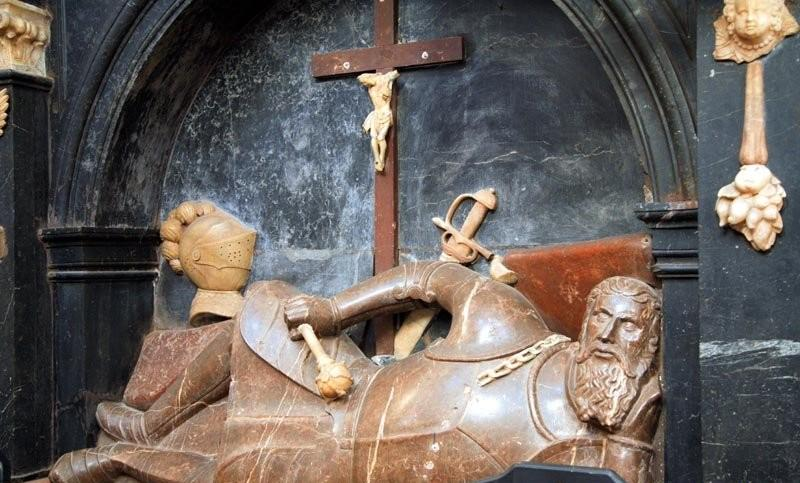
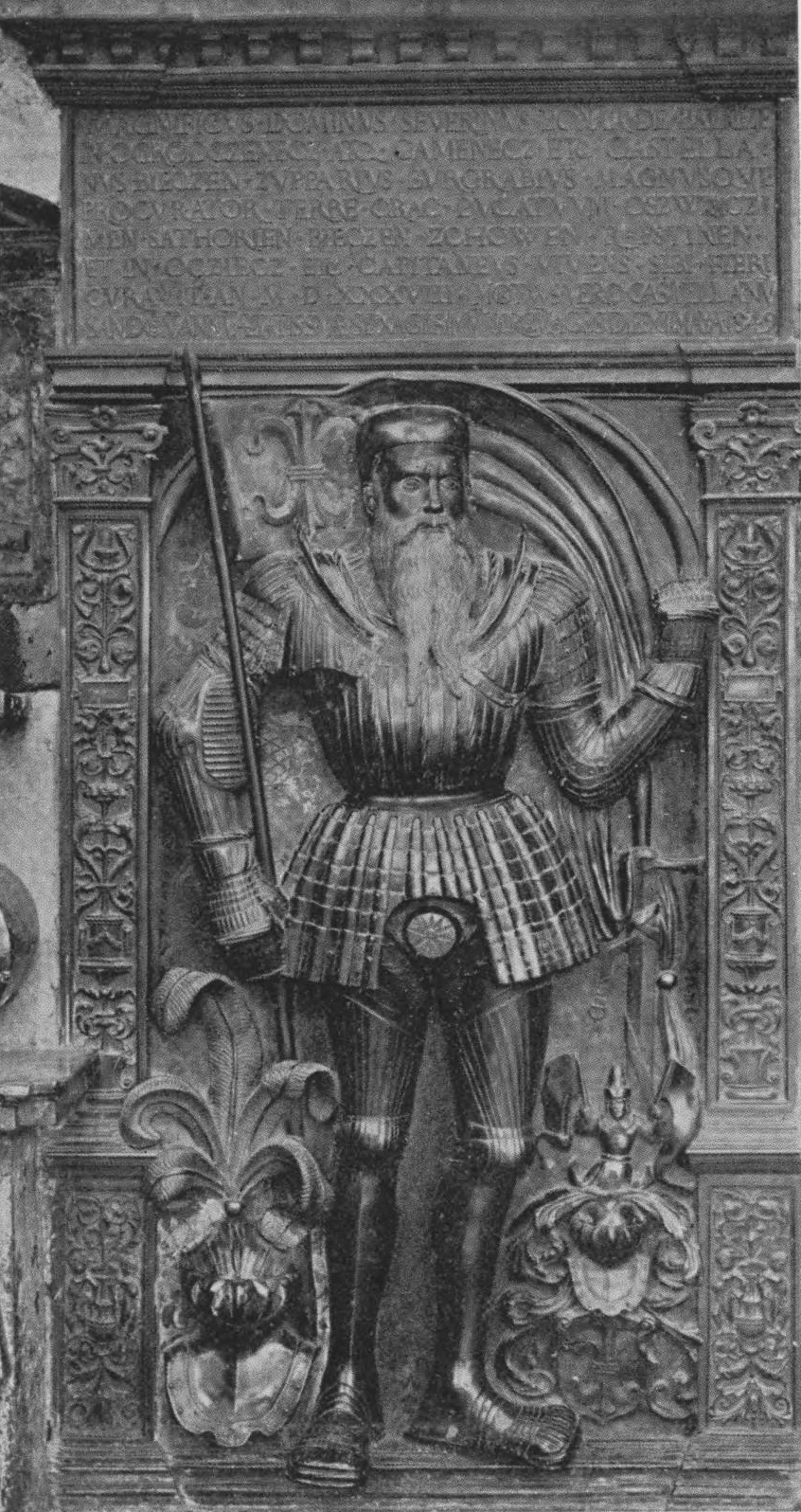
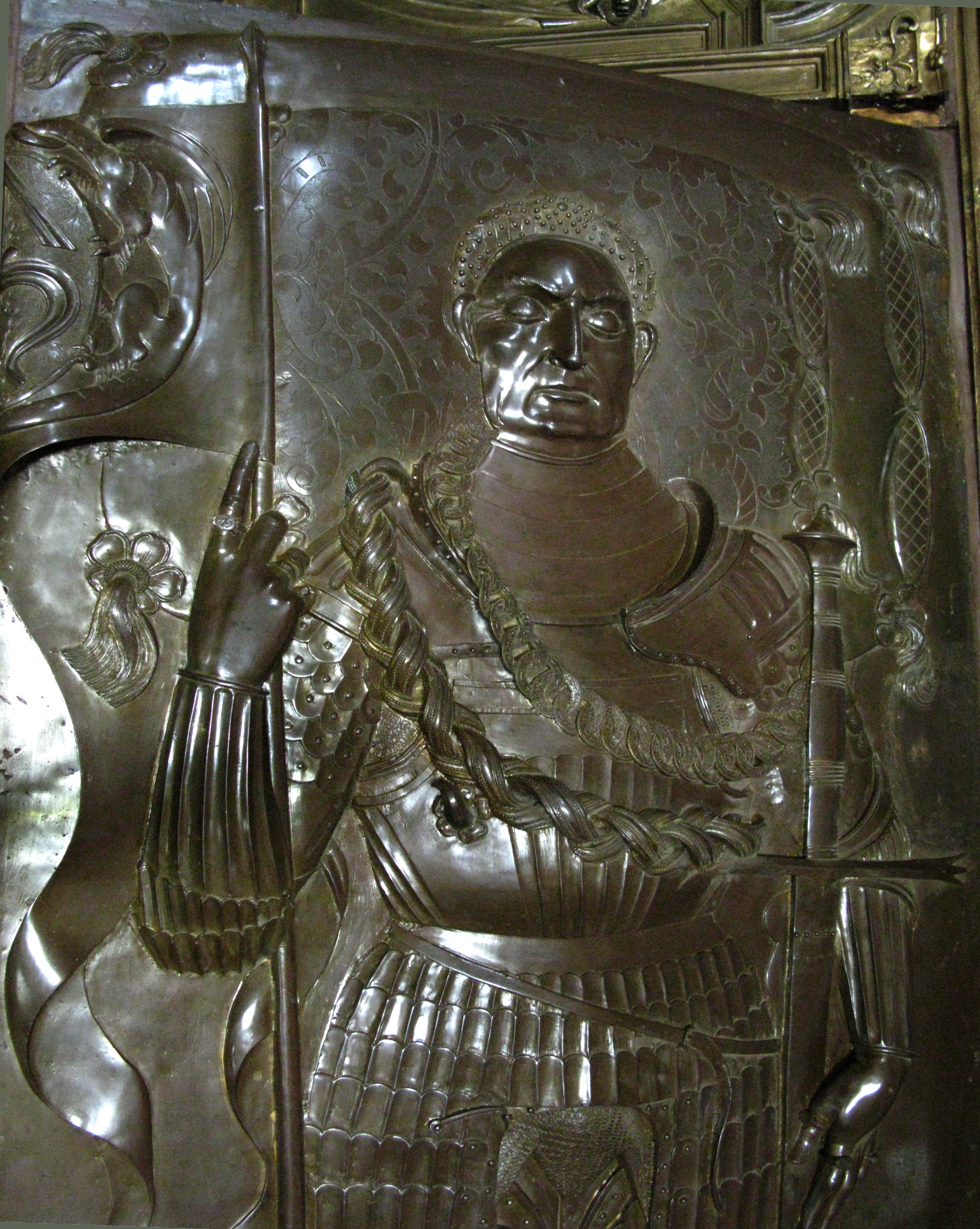
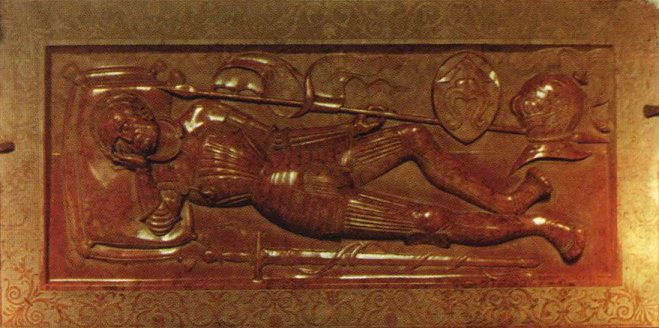
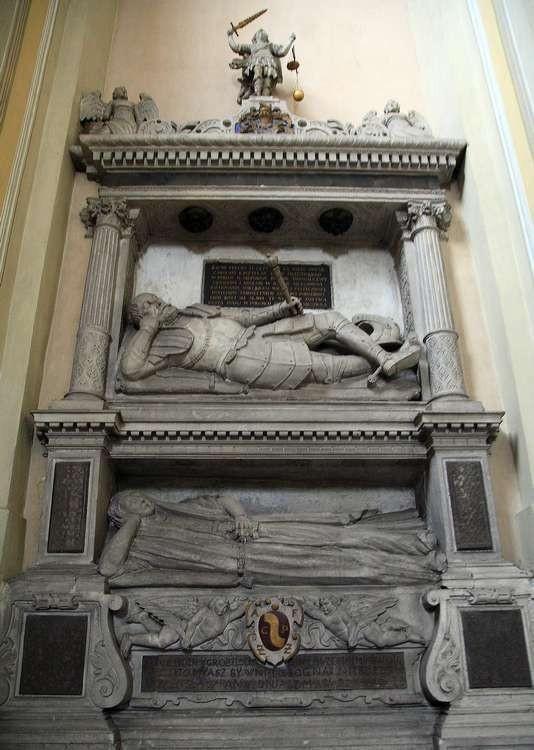